# Max prend un bain
 (juillet 2025).
Pour plus de détails, voir Fiche technique et Distribution.
Max prend un bain est un court métrage muet réalisé par Lucien Nonguet en 1911.

## Résumé
Atteint de tics, Max consulte un médecin qui lui conseille de prendre un bain d'une heure chaque jour. Max achète donc une baignoire qu'il monte dans son appartement. L'eau se trouvant sur le palier et n'ayant qu'un vase (qu'il casse) et un verre, il décide de déplacer la baignoire sur le palier. Mais même remplie à la moitié il ne peut la rentrer chez lui et décide de prendre son bain sur le palier. Une fois à l'intérieur il est surpris par une dame qui rentrait chez elle et un vagabond qui lui, trouvait l'occasion bienvenue de faire trempette. Le palier est en alerte et trois gendarmes emmènent l'infortuné baigneur au commissariat dont il s'échappe avec son encombrant fardeau. Il grimpe sur la façade de son immeuble et arrivé sur le toit il lâche cette carapace d'émail sur les agents qui le poursuivaient.

## Fiche technique
- Réalisation : Lucien Nonguet
- Scénario : Max Linder
- Production : Pathé Frères
- Pays : France
- Format : Muet - Noir et blanc - 1,33:1 - 35 mm
- Durée : 210 m - 7 min 43 s
- Date de sortie :  
  -  France -  1er février 1911

## Distribution
- Max Linder : Max
- (Le docteur Lejart)
- (La dame qui remonte chez elle)
- (Le vagabond sur le palier)
- (L'homme au tablier qui donne l'alerte)
- (3 agents de police)
- (2 jeunes femmes dans la rue)
- (L'agent au commissariat)
- (Le commissaire de police)